# Hecatera khala
Hecatera khala là một loài bướm đêm trong họ Noctuidae.